# Drabopsis
Drabopsis é um género botânico pertencente à família Brassicaceae.

## Espécies
- Drabopsis brevisiliqua
- Drabopsis nuda
- Drabopsis oronticum
- Drabopsis verna